# セント・ピーター教区 (アンティグア・バーブーダ)
セント・ピーター教区（セント・ピーターきょうく、英語: Saint Peter Parish）は、アンティグア・バーブーダの行政教区。アンティグア島の北東部に位置している。行政中心地は港町のパーハム。面積は33平方キロメートル、人口は5,706人（2018年推定）。
アンティグア島（本土）のほか、ギアナ島、大バード島といった沖合の島を管轄している。

## 主要都市
- フリーマンズ（英語版）（Freemans）
- パーハム（Parham）